# Leopold Rollinger von Rollegg
Leopold svobodný pán Rollinger z Rollegu (německy Leopold Freiherr Rollinger von Rolleg) (31. března 1846 Terezín – 17. října 1925 Vídeň) byl rakousko-uherský generál. Od mládí byl důstojníkem dělostřelectva a později velel v několika pevnostech. V roce 1911 byl penzionován, ale na začátku první světové války byl znovu povolán do aktivní služby. V letech 1916–1918 byl velitelem přístavu Kotor. V roce 1916 dosáhl v armádě druhé nejvyšší hodnosti polního zbrojmistra a v roce 1918 byl povýšen na barona. Po rozpadu monarchie mu byla přiznána hodnost generála ve výslužbě v československé armádě (1919).

## Životopis
Narodil se v Terezíně jako syn důstojníka, dětství strávil v Josefově a Kutné Hoře, poté studoval na kadetní dělostřelecké škole v Praze (1864–1867), následně pokračoval ve studiu ve Vídni (1867–1869). Jako kadet byl zařazen již v roce 1864 k 12. dělostřeleckému pluku v Sibiu, do aktivní služby vstoupil jako poručík (1869). Sloužil u různých jednotek dělostřelectva v Budapešti, Vídni, Krakově a postupoval v hodnostech (nadporučík 1875, kapitán 1883). V hodnosti majora (1896) nejprve sloužil u 1. dělostřeleckého pluku ve Vídni, poté se uplatnil jako pedagog a na vojenských školách přednášel problematiku pevnostní války. Jako podplukovník (1897) poté sloužil v Komárně. V roce 1900 dosáhl hodnosti plukovníka a stal se velitelem 2. dělostřeleckého pluku v Krakově, kde byl od roku zároveň ředitelem pevnostního dělostřelectva.
V roce 1906 dosáhl hodnosti generálmajora a v letech 1905–1911 byl velitelem nově vybudované pevnosti Riva del Garda. V květnu 1910 byl povýšen na polního podmaršála a o rok později byl penzionován, poté žil v soukromí ve Vídni. Za první světové války byl znovu povolán do aktivní služby s obnovenou hodností polního podmaršála. Nejprve měl za úkol koordinovat výcvik jednotek dělostřelectva a v roce 1915 se stal velitelem pevnostního dělostřelectva v Sarajevu. Od prosince 1915 byl velitelem přístavu Herceg Novi a nakonec v letech 1916–1918 velel v přístavu Kotor. V roce 1916 byl jmenován titulárním polním zbrojmistrem, tato hodnost mu byla v roce 1918 udělena i fakticky. Již v roce 1904 byl povýšen do šlechtického stavu s predikátem von Rollegg. Těsně před rozpadem monarchie získal titul svobodného pána (Freiherr Rollinger von Rollegg, 9. října 1918).
Do penze znovu odešel ještě před koncem války k datu 1. května 1918. Poté žil v Českých Budějovicích a nakonec se usadil v Praze. Po zániku monarchie požádal o zařazení do nově vzniklé československé armády a k datu 1. listopadu 1919 mu byla přiznána hodnost generála III. třídy ve výslužbě s nárokem na penzi. Zemřel 17. října 1925 ve Vídni ve věku 79 let.
Od roku 1876 byl ženatý s Jolantou Kiticzánovou a měl s ní tři děti. Syn Nikolaus Rollinger (*1879) byl důstojníkem c. k. armády a účastníkem první světové války.

## Řády a vyznamenání
- Vojenská záslužná medaile (1890)
- Vojenský záslužný kříž III. třídy (1898)
- Jubilejní pamětní medaile (1898)
- Řád železné koruny III. třídy (1900)
- komturský kříž Řádu Františka Josefa (1904)
- Vojenský jubilejní kříž (1908)
- Řád železné koruny II. třídy (1911)
- Vojenský záslužný kříž II. třídy s válečnou dekorací (1916)
- Řád železné koruny I. třídy s válečnou dekorací (1918)